# Fauls Green
Fauls Green – wieś w Anglii, w hrabstwie Shropshire. Leży 23 km na północny wschód od miasta Shrewsbury i 229 km na północny zachód od Londynu.